# Chiryū

Chiryū (知立市 Chiryū-shi?) este un municipiu din Japonia, prefectura Aichi.